# 天兔座AK
天兔座AK是南天星座天兔座中的一顆變星。它的視星等為6.141等，因此，根據波特爾暗空分類法，在夜間它從鄉村天空中隱約可見。這顆恆星與廁三形成目視雙星：兩者的角距離為97"，使得即使在最佳條件下也很難用肉眼將它們分開。廁三和天兔座AK都是大熊座移動星群的成員，它們在太空中有著相同的自行。
這是一顆天龍座BY型變星，由於恆星的活動而經歷亮度的變化。差異自轉導致變化週期取決於緯度活動的變化。已經在天兔座AK檢測到X射線發射，它位於電波源或附近。
對這顆變星的紅外線觀測顯示，在24μm的波長處有大量過量。這可能是由於廁三靠近視線，或者可能存在紅矮星伴星或塵埃盤。但在70μm處沒有觀察到過量。